# La casa de las muchachas
La casa de las muchachas es una película de comedia mexicana de 1969 producida, escrita y dirigida por Fernando Cortés, y protagonizada por Amparo Rivelles, Enrique Rambal, Maura Monti, Gilda Mirós y Malú Reyes.

## Argumento
Un mexicano, ganador del Premio Nobel, regresa al pueblo donde nació. Las autoridades locales, como tributo, deciden colocar una placa a la casa de su nacimiento, sólo para darse cuenta de que ese lugar ahora es el prostíbulo de la localidad. En consecuencia, tratan de correr a la madame y esta se niega, pero al llegar el homenajeado, ella y sus pupilas tratan de pasar como una viuda con sus hijas decentes. A partir de allí, el hombre involuntariamente transforma el prostíbulo en una casa decente.

## Reparto
- Amparo Rivelles como Doña Marta.
- Enrique Rambal como Marcelo Ledón.
- Maura Monti como Ana Luisa «La Marquesa».
- Gilda Mirós como Amalia «La Profe».
- Malú Reyes
- Héctor Lechuga como Comisario.
- Óscar Ortiz de Pinedo como Ahumado Cienfuegos, jefe de bomberos.
- Óscar Pulido como Abundio Oropeza, alcalde.
- Carolina Cortázar
- Alfredo Varela como Ramirito.
- Antonio Raxel como Fernández (como Antonio Raxell).
- Arturo Cobo
- Gloria Jordán
- Florencio Castelló
- Mario Herrera
- Ada Carrasco
- Clara Osollo
- Reyna Dunn
- Rogelio Moreno
- Julián de Meriche